# La Grenouille et la Baleine
Pour plus de détails, voir Fiche technique et Distribution.
La Grenouille et la Baleine est un film québécois réalisé par Jean-Claude Lord sorti en 1988. Il fait partie de la série de films pour la jeunesse Contes pour tous produits par Rock Demers. (Conte pour tous #6, dédié aux enfants de l'ère du verseau et à leurs parents.)

## Synopsis
En arrivant à Mingan, sur la Côte-Nord du Saint-Laurent, un couple de visiteurs aperçoit une jeune fille flottant sur la mer. Croyant venir à son secours, ils découvrent que Daphné, 11 ans, est en train d’enregistrer le chant des baleines pour un spectacle. Daphné connaît une relation exceptionnelle avec les baleines et les dauphins qu’elle comprend bien grâce à son ouïe très développée. Mais sa vie risque de basculer quand l'un de ses grands-pères prend la décision de vendre l’auberge du bord de mer.

## Fiche technique
Source : IMDb et Films du Québec
- Titre original : La Grenouille et la Baleine
- Réalisation : Jean-Claude Lord
- Scénario : Jacques Bobet, André Melançon Idée original de Jacques Bobet
- Collaboration au scénario : Jean-Claude Lord, Lise Thouin
- Musique : Normand Dubé, Guy Trépanier
- Chanson : Sous la mer (en anglais We Are One) interprété par Nathalie Carsen)
- Direction artistique : Dominique Ricard
- Décor : Diane Gauthier
- Costumes : Huguette Gagné
- Maquillage : Diane Simard
- Photographie : Tom Burstyn
- Son : Serge Beauchemin, Pierre Blain, Claude Langlois, Michel Descombes
- Montage : Hélène Girard
- Production :  Rock Demers
- Société de production : Les Productions La Fête
- Sociétés de distribution : Cinéma Plus Distribution
- Budget : 3 millions $ CA
- Pays de production :  Canada
- Langue originale : français
- Format : couleur
- Genre : film d'aventures, film pour la jeunesse
- Durée : 92 minutes
- Dates de sortie :
  - France : 25 mars 1988 (première au  lors du Festival international du cinéma jeune public à Laon)
  - Canada : 17 juin 1988 (sortie en salle au Québec)
  - France : 6 juillet 1988 (sortie en salle)
  - Canada : 28 juin 2011 (DVD)

## Distribution
- Fanny Lauzier : Daphné
- Denis Forest : Marcel Langlois
- Marina Orsini : Julie
- Félix-Antoine Leroux : Alexandre, le frère de Daphné
- Jean Lajeunesse : grand-papa Thomas
- Lise Thouin : Anne, la biologiste
- Louise Richer : Lorraine, la mère de Daphné
- Thomas Donohue : Charles, le père de Daphné
- Roland Laroche : grand-papa Hector
- Jean-PIerre Leduc : le guide touristique
- Jean Lafontaine : le réalisateur
- Jean Lemire : le caméraman

## Autour du film
La Grenouille et la Baleine est le sixième film de la série des Contes pour tous et le seul film de cette série que réalise Jean-Claude Lord, pour qui ce film marque un retour au cinéma après le succès de la télé-série Lance et compte.  Il s'agit également du premier film que Lord tourne en français depuis Éclair au chocolat, qui date de 1979.
L'idée du film revient à Jacques Bobet, producteur de l'Office national du film (ONF) ayant notamment collaboré avec Jacques Cousteau sur le documentaire Les Pièges de la mer.  Le scénario de Bobet est remanié par André Melançon, réalisateur de La Guerre des tuques et de Bach et bottine, deux films précédents de la série.
Le film est lancé en juin 1988 et fait l'objet d'une réaction critique variable : positive dans La Presse et la revue Séquences, plus tiède dans Le Devoir et la revue 24 images.  Si la critique est partagée, elle est unanime à louer le jeu de la jeune Fanny Lauzier.  
Avec La Guerre des tuques et Bach et bottine, La Grenouille et la Baleine sera un des plus grands succès de la série des Contes pour tous, au point de remporter la Bobine d'Or du film canadien le plus populaire de l'année lors de la 10e édition des prix Genie en 1989.  Le film récolte également des nominations pour trois Genie : meilleur scénario original, meilleure photographie (Thomas Burstyn) et meilleure chanson originale.  

## Distinction
- 1989 : Prix Bobine d'Or du plus grand nombre d’entrées au box-office canadien